# ラジャ・カサブランカ
ラジャ・クラブ・アスレティック（Raja Club Athletic (アラビア語: نادي الرجاء الرياضي)）、通称ラジャ・カサブランカ (英語: Raja Casablanca) は、モロッコのカサブランカを本拠地とするサッカークラブチームである。チーム名の「ラジャ」は、アラビア語で希望の意味。

## 概要

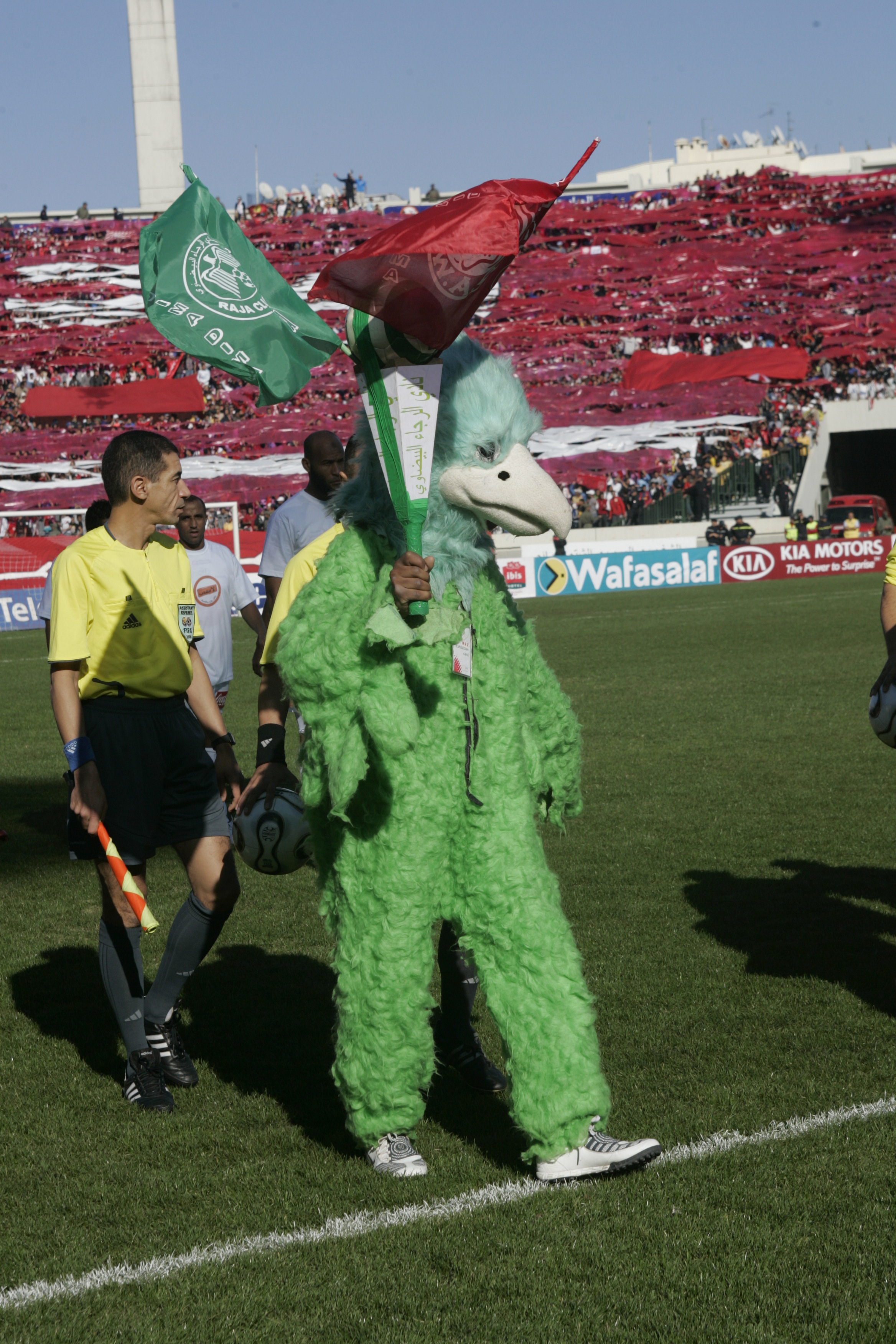
ラジャカサブランカのマスコット(イーグル)

1949年に若い労働者階級を対象に創設された。最近10年間は安定した力を維持しており、モロッコ代表へも多くの選手を供給している。同じ街を本拠地とするウィダード・カサブランカとはライバル関係にある。
FIFAクラブワールドカップ2013では、大会が開催国枠を含む7クラブ参加形式となった2007年大会以降、開催国枠で出場したクラブとして初めて準優勝の成績を収めた。

## タイトル

### 国内タイトル
- リーグ: 12回
  - 1988, 1996, 1997, 1998, 1999, 2000, 2001, 2004, 2009, 2011, 2013, 2020
- カップ: 8回
  - 1974, 1977, 1982, 1996, 2002, 2005, 2012, 2017

### 国際タイトル
- FIFAクラブワールドカップ: 0回

最高成績 : 準優勝 (1) : 2013
- CAFチャンピオンズリーグ: 3回
  - 1989, 1997, 1999
- CAFスーパーカップ: 1回
  - 2000
- CAFコンフェデレーションカップ: 3回
  - 2003, 2018, 2021
- アフロアジアクラブ選手権: 1回
  - 1999
- アラブ・チャンピオンズリーグ: 1回
  - 2006

## 過去の成績
- 2008–09　ボトラ　優勝
- 2009–10　ボトラ　2位
- 2010–11　ボトラ　優勝
- 2011–12　ボトラ　4位
- 2012–13　ボトラ　優勝
- 2013-14　ボトラ　2位

## 現所属メンバー
2016年6月8日現在
注：選手の国籍表記はFIFAの定めた代表資格ルールに基づく。
| No. | Pos. |                  | 選手名                   |
| --- | ---- | ---------------- | ------------------------ |
| 1   | GK   | モロッコ         | アナスズニット           |
| 2   | DF   | モロッコ         | ハムザ・トーミ           |
| 6   | MF   | モロッコ         | モハメド・アリ・ベラレム |
| 7   | FW   | モロッコ         | ワリド・サバー           |
| 8   | MF   | コートジボワール | ポールムーサ・バカヨコ   |
| 9   | FW   | モロッコ         | ハムザ・アボウラゾーク   |
| 10  | FW   | モロッコ         | サラヘディネ・アクアール |
| 11  | FW   | モロッコ         | ジャワド・イッシネ       |
| 12  | GK   | モロッコ         | モハメド・バーヨウ       |
| 15  | DF   | モロッコ         | ノウレディネ・バスカル   |
| 16  | DF   | モロッコ         | モハメド・オダイ         |
| 17  | DF   | モロッコ         | ラシド・スライマニ       |
| 18  | FW   | モロッコ         | アブデリラー・ハフィディ |

| No. | Pos. |                    | 選手名                           |
| --- | ---- | ------------------ | -------------------------------- |
| 19  | MF   | モロッコ           | ユセフ・エル・グナオウ           |
| 20  | DF   | モロッコ           | アブデリエリ・ジビリア           |
| 21  | DF   | モロッコ           | アディル・カロウーチ             |
| 22  | GK   | モロッコ           | モハメド・ボウジャド             |
| 24  | MF   | 中央アフリカ共和国 | ヴィアニー・マビデ               |
| 25  | FW   | モロッコ           | ヤシン・サルヒ                   |
| 28  | MF   | コートジボワール   | クコ・ゲヒ                       |
| 30  | DF   | モロッコ           | アフメド・カゴウ                 |
| 32  | GK   | モロッコ           | ヒチャム・エル・アロー           |
| 33  | FW   | ナイジェリア       | イグホラド・オサグオナ           |
| 45  | FW   | コンゴ共和国       | シルベレ・ガンボウラ・ムボウジー |
| 99  | MF   | モロッコ           | イッサム・エラキ                 |

監督
- ヨゼフ・ツィンバウアー

## 歴代監督
- ラバー・サーダヌ 1988-1989
- ヴァイッド・ハリルホジッチ 1997-1998
- オスカル・フジョネ 1998-2000, 2005-2006
- ヴァルデイル・ヴィエイラ 2000
- ジョゼ・カルロス・ネポムセーノ・モーゼル 2009
- アンリ・ミシェル 2003-2004, 2010
- マメ・ファキル 1992-1996, 2010-2011, 2012-2013
- ファウジ・ベンザルティ 2013-2014
- アブデルハク・ベンチカ 2014, 2017
- ジョセ・ロメオ 2008-2009, 2009-2010, 2015
- ルート・クロル 2015-2016
- ラシッド・トーシ 2016
- モハメド・ファキル 2016
- フアン・カルロス・ガリード  2017-2018
- パトリス・カルテロン 2018-2019
- ジャマル・セラミ 2019-2021

## 歴代所属選手
- ジュスト・フォンテーヌ 1950-1953
- アブドゥルマヒド・ドルミ 1970-1987, 1990-1991
- ムスタファ・エル・ハダウィ 1979-1985
- ナセルディン・ドリド 1988-1989
- タハル・シャリフ・エル・ウアザニ 1993-1995
- サラヘディン・バシル 1990-1995
- タラール・エル＝カルクーリー 1995-2000
- ムスタファ・シャディリ 1995-2004
- ユースフ・サフリ 1998-2001
- ブシュイブ・エル・ムバルキ 1999-2001, 2006, 2010-2012
- アミン・エルバティ 1997-2008, 2011-2013
- モディボ・マイガ 2004-2007
- ムフシン・メトワリ 2006-2013
- モハメド・ウルハジ 1999-2007
- ヤシン・サルヒ 2007-2016
- アブデリラー・ハフィディ 2011-
- ムフシン・ヤジュール 2012-2013
- イッサム・エラキ 2013-2014